# 横地氏
横地氏（よこちし）は日本の氏族の一つである。源義家の庶子（母親は相良氏）とされる横地太郎家長（家永）を初代とする。本貫を遠江国城飼郡横地（現在の静岡県菊川市）とし、鎌倉時代は御家人、室町時代は奉公衆であったが、文明8年（1476年）に今川義忠によって滅ぼされ離散した。

## 子孫
武田氏に仕えていた横地元次の子孫は武田氏没落後徳川氏に仕え、旗本になった。
後北条氏に仕え、小田原征伐における八王子城の守将として知られる横地監物の子孫は彦根藩重臣（横地修理家）になった。
一族の横地秀綱は文明3年（1471年）、尾張国愛知郡植田（現在の名古屋市天白区）に移り、植田城を築城。子孫は織田氏などに仕え、8代・権蔵秀住からは郷士となった。